# L'Épée écarlate
Pour plus de détails, voir Fiche technique et Distribution.
L'Épée écarlate (The Scarlet Blade) est un film britannique réalisé par John Gilling, sorti en 1963.

## Synopsis
En 1648, le capitaine Sylvester change de camp durant la guerre civile pour ses propres intérêts et décide de combattre aux côtés des royalistes contre le pouvoir en place.

## Fiche technique
- Titre original : The Scarlet Blade
- Titre français : L'Épée écarlate
- Réalisation : John Gilling
- Scénario : John Gilling
- Costumes : Rosemary Burrows
- Photographie : Jack Asher
- Montage : John Dunsford
- Décors : Bernard Robinson
- Musique : Gary Hughes
- Maquillages : Roy Ashton
- Producteur : Anthony Nelson Keys
- Société de production : Hammer Film Productions
- Pays de production : Royaume-Uni
- Format : Couleurs - 2,35:1 - Mono
- Procédé cinématographique : MegaScope Hammerscope
- Négatif : 35 mm
- Genre : aventure
- Durée : 83 minutes
- Date de sortie : 1963

## Distribution
- Lionel Jeffries : Colonel Judd
- Oliver Reed : Capitaine Tom Sylvester
- Jack Hedley : Edward Beverley, l'épée écarlate
- June Thorburn : Clare Judd
- Michael Ripper : Pablo
- Harold Goldblatt : Jacob
- Duncan Lamont : Major Bell
- Clifford Elkin : Philip Beverley
- Suzan Farmer : Constance Beverley
- John Harvey : Sergent Grey
- Charles Houston : Drury